# The Backyardigans
The Backyardigans és una sèrie de televisió infantil musical animada per ordinador creada per Janice Burgess per a Nickelodeon. La sèrie va ser escrita i gravada a Nickelodeon Animation Studio. Es centra en cinc veïns animals antropomòrfics que s'imaginen viure aventures fantàstiques al seu pati del darrere. Cada episodi està configurat en un gènere musical diferent i inclou quatre cançons, compostes per Evan Lurie amb lletra de McPaul Smith. Les aventures dels Backyardigans abasten molts gèneres i escenaris diferents. ls guionistes de la sèrie es van inspirar en pel·lícules d'acció i aventures, i molts episodis són paròdies de pel·lícules.
Janice Burgess havia treballat com a executiva de producció de Nick Jr. des de mitjans dels anys noranta. Els Backyardigans es van originar com un episodi pilot d'acció real titulat "Me and My Friends", filmat als Nickelodeon Studios Florida i completat el setembre de 1998. Els personatges eren interpretats per titelles de cos sencer en un escenari interior. El pilot va ser rebutjat per Nickelodeon i Burgess va decidir reelaborar el concepte en una sèrie animada. El 2001, es va animar un segon pilot a Nickelodeon Digital a Nova York. El segon pilot va tenir èxit i la sèrie va entrar en producció.
La sèrie va durar quatre temporades, amb un total de 80 episodis. La majoria dels episodis es van emetre a Nickelodeon els matins dels dies feiners. Es va planejar produir una cinquena temporada de la sèrie el 2009.  No obstant això, el 2010, Burgess va decidir passar a una sèrie diferent: el revival de Winx Club de Nickelodeon. Burgess va treballar com a directora creativa i guionista per a Winx Club abans de retirar-se finalment de Nickelodeon el 2014.
Els Backyardigans van rebre crítiques generalment positives del públic i la crítica, que la consideren superior a altres programes preescolars de Nickelodeon perquè el seu guió era sofisticat i agradable per als espectadors més grans. El New York Times i Common Sense Media van elogiar la sèrie per incloure freqüents referències a un públic més adult, com ara referències a franquícies d'acció i aventures. La qualitat de la música del programa també va ser ben rebuda per la crítica, i el programa va rebre vuit nominacions als premis Daytime Emmy per la seva música.